# Ipothalia irrasa
Ipothalia irrasa là một loài bọ cánh cứng trong họ Cerambycidae.